# (1823) Gliese
(1823) Gliese és un asteroide que forma part del cinturó d'asteroides i va ser descobert el 4 de setembre de 1951 per Karl Wilhelm Reinmuth des de l'observatori de Heidelberg-Königstuhl, Alemanya.
Gliese es va designar inicialment com 1951 RD. Posteriorment va ser anomenat en honor de l'astrònom alemany Wilhelm Gliese (1915-1993).
Gliese està situat a una distància mitjana de 2,226 ua del Sol, i pot allunyar-se fins a 2,528 ua i acostar-se fins a 1,924 ua. Té una inclinació orbital de 2,893° i una excentricitat de 0,1356. Empra a completar una òrbita al voltant del Sol 1.213 dies.